# Fontaines-sur-Saône
Fontaines-sur-Saône là một xã thuộc tỉnh Rhône trong vùng Rhône-Alpes phía đông nước Pháp. Xã này nằm ở khu vực có độ cao trung bình170 mét trên mực nước biển.